# اردوگاه نور شمس
اردوگاه نور شمس (عربی: مخيّم نور شمس) در سال ۱۹۵۱ بعد از سه سال از واقعه فلسطین در سال «۱۹۴۸» تأسیس شد و بعد از طوفان برفی که کشور را دربرگرفت؛ باعث شد که اردوگاه پناهدگان در دشت «جنزور» نزدیک شهر «جنین» دچار ویرانی شود؛ که آٰژانس بین‌المللی برای نجات این پناهندگان تصمیم گرفت که آنها را به یک محل دیگری منتقل کنند؛ که این محل جدید اردوگاه نور شمس بود.
اردوگاه نور شمس در کنار خط ریل آهنی که بین شمال و جنوب این دشت کشیده شده‌است، تأسیس شد؛ که پناهندگان در آن سکنی گزیده‌اند.

## موقعیت
اردوگاه نور شمس از شرق به شهر «طولکرم» ختم می‌شود که به شهر «نابلس» از طریق جاده اصلی راه دارد؛ واقع شده‌است که فاصله اش نزدیک به سه کیلومتر است. این اردوگاه از دریای مدیترانه از سمت شرق ۱۹ کیلومتر فاصله دارد.

## جمعیت
بر اساس آمارگیری انجام شده در سال ۲۰۱۰ اردوگاه نور شمس نزدیک به ده‌ها هزار سکنه دارد که اکثر آنها از روستاهای شهرستان «حیفا» می‌باشد. از معروفترین خانواده‌های مستقر در این اردوگاه خانواده‌های «حمیدان و علیان و سلیط و فحماوی» هستند.

## خدمات عمومی
اردوگاه نور شمس دو مدرسه ابتدایی پسرانه و دخترانه وجود دارد.
در این اردوگاه یک مرکز پزشکی تحت اشراف آژانس کمکهای بین‌المللی مستقر هست.